# La Carrera Panamericana
La Carrera Panamerica é um vídeo de 1992 da Carrera Panamericana, uma corrida de automóveis realizada no México. O filme incluiu uma trilha sonora feita inteiramente de músicas do Pink Floyd — o guitarrista David Gilmour, o baterista Nick Mason e o agente Steve O'Rourke, todos relacionados com o grupo, participaram da corrida.
Durante o percurso, o carro de Gilmour caiu de um penhasco. Gilmour teve ferimentos e ficou abalado, não terminando a corrida; Mason prosseguiu e terminou a corrida na sexta posição (fonte: Livro Inside Out de Nick Mason)
A trilha sonora é uma combinação de músicas previamente lançadas pelo Pink Floyd (reeditadas para a trilha sonora) e material composto para o vídeo. Tais composições foram as primeiras gravações feitas pelo grupo após o retorno de Richard Wright ao grupo, em 1988.

## Lista de faixas

### Gravadas anteriormente
- "Signs of Live"
- "Yet Another Movie"
- "Sorrow"
- "One Slip"
- "Run Like Hell"

### Material original
- "Country Theme"
- "Small Theme"
- "Big Theme"
- "Carrera Slow Blues"
- "Mexico 78"

" *Pan Am Shuffle"